# Sarah Moras
Sarah Moras, née le 30 avril 1988, est une pratiquante canadienne d'arts martiaux mixtes (MMA) évoluant au sein de l'organisation Ultimate Fighting Championship dans la catégorie des poids coqs.

## Carrière en MMA

### Combats amateurs
Le 7 septembre 2007 Sarah Moras participe à son premier combat amateur en MMA. Elle est opposée, à sa compatriote Theresa Doerksen lors de l'évènement Valley Fight 4 se déroulant à Chilliwack, au Canada. Elle remporte la victoire par décision unanime.
Pour son second combat elle affronte le 3 avril 2009 la canadienne Amber Grant lors de la 7e édition du Valley Fight se déroulant à nouveau à Chilliwack. Elle obtient une victoire par clé de bras dès le premier round au bout de 2 min 24 s.
Pour préparer son troisième combat Sarah Moras intègre l'équipe Nomad MMA qui comprend dans ses rangs la britannique Rosi Sexton. Elle affronte l'anglaise Clarissa Thompson lors du Kayo MMA : the return au Watford Colosseum dans la ville de Watford en Angleterre le 6 mars 2010. Sarah Moras domine la première reprise tout en combattant debout alors qu'elle a en face d'elle une spécialiste du muay thaï. Lors du second round elle décide de passer au sol et finit par soumettre son adversaire. La canadienne remporte la victoire par clé de bras, dans une confrontation où elle n'a jamais été mise en danger et tout en démontrant qu'elle était prête à commencer une carrière professionnelle.

### Débuts professionnels
Le 22 mai 2010 Sarah Moras est opposée pour son premier combat professionnel à l'anglaise Helena Martin lors du Cage Warriors Fighting Championship 37. Dans la patrie de son adversaire à Birmingham, elle l'emporte par KO technique au bout de 3 min 40 s dans le second round.
Le 20 avril 2012 Sarah Moras affronte l'américaine Julianna Peña lors du Conquest of the Cage 11 qui a lieu à Airway Heights dans l'état de Washington. Le premier round est bien contrôlé par Sarah Moras qui se protège d'une manière efficace des coups de poing et de coude de son adversaire. Durant la seconde reprise la Canadienne place une clé de bras mais Peña refuse d'abandonner. À la fin du round, le médecin demande l'arrêt du combat soupçonnant une fracture de l'Américaine et Sarah Moras remporte la victoire.

### Invicta Fighting Championships
Pour ses débuts à l'Invicta FC, le 28 juillet 2012 Sarah Moras affronte l'américaine Raquel Pennington lors de l'évènement Invicta FC : Baszler vs. McMann dans le Memorial Hall de Kansas City. Alors qu'elle part favorite, Sarah Moras subit sa première défaite, les juges donnant la victoire à Raquel Pennington par décision unanime.

### Ultimate Fighting Championship
Le 6 juillet 2014 Sarah Moras participe pour la première fois à un évènement UFC. Elle affronte la combattante américaine Alexis Dufresne lors de l'événement The Ultimate Fighter 19 Finale se déroulant au Mandalay Bay Events Center de Las Vegas. Elle remporte le combat par décision unanime.
Le 12 mai 2015 l'UFC annonce qu'une confrontation entre Jéssica Andrade et Sarah Moras aura lieu lors de l'UFC Fight Night 71 à la date du 15 juillet 2015. L'événement se déroulera à San Diego.
Alors que la Brésilienne Jéssica Andrade cherchera à rebondir après avoir subi une défaite par soumission, sur ses terres natales, face à une autre Canadienne Marion Reneau en février 2015, Sarah Moras retrouvera la cage plus d'un an après ses débuts en UFC face à Alexis Dufresne. Elle tentera de remporter sa deuxième victoire au sein de l'organisation phare du MMA.
Au premier round, Jéssica Andrade refuse l'affrontement au sol et contrôle Sarah Moras par de belles combinaisons au poings. Lors des seconds et troisième round, la Brésilienne domine sur toutes les phases du combat et la Canadienne ne peux que se défendre et subir le match. En toute fin de combat, le miracle pour elle est à deux doigts de se produire lorsqu'elle verrouille un étranglement arrière. Mais Jéssica Andrade résiste durant les quinze secondes qui la séparent du gong final et l'emporte par décision unanime (30-27, 30-27, 30-27).

## Palmarès en MMA
| 7 combats      | 5 victoires | 2 défaites |
| Par KO         | 2           | 0          |
| Par soumission | 2           | 0          |
| Sur décision   | 1           | 2          |

| Résultat | Record | Adversaire         | Méthode                            | Événement                           | Date              | Round | Temps | Lieu                                   | Notes |
| -------- | ------ | ------------------ | ---------------------------------- | ----------------------------------- | ----------------- | ----- | ----- | -------------------------------------- | ----- |
| Victoire | 5-2    | Ashlee Evans-Smith | Soumission (clé de bras)           | UFC 215: Nunes vs. Shevchenko 2     | 9 septembre 2017  | 1     | 2:51  | Edmonton, Alberta, Canada              |       |
| Défaite  | 4-2    | Jéssica Andrade    | Décision unanime                   | UFC Fight Night: Mir vs. Duffee     | 15 juillet 2015   | 3     | 5:00  | San Diego, Californie, États-Unis      |       |
| Victoire | 4-1    | Alexis Dufresne    | Décision unanime                   | UFC: The Ultimate Fighter 19 Finale | 6 juillet 2014    | 3     | 5:00  | Las Vegas, Nevada, États-Unis          |       |
| Victoire | 3-1    | Christina Barry    | Soumission Technique (clé de bras) | AFC 11: Takeover                    | 15 septembre 2012 | 1     | 1:33  | Winnipeg, Manitoba, Canada             |       |
| Défaite  | 2-1    | Raquel Pennington  | Décision unanime                   | Invicta FC 2: Baszler vs. McMann    | 28 juillet 2012   | 3     | 5:00  | Kansas City, Kansas, États-Unis        |       |
| Victoire | 2-0    | Julianna Peña      | TKO (arrêt du docteur)             | Conquest of the Cage 11             | 19 avril 2012     | 2     | 5:00  | Airway Heights, Washington, États-Unis |       |
| Victoire | 1-0    | Helena Martin      | TKO (coups de poing)               | CWFC 37: Right to Fight             | 22 mai 2010       | 2     | 3:40  | Birmingham, Angleterre                 |       |